# براونشوایگ
براونشوایگ (آلمانی: Braunschweig, آلمانی: [ˈbʁaʊnʃvaɪk] ()) شهری در ایالت نیدرزاکسن در آلمان است که در شمال کوه‌های هارتس قرار دارد و در سال ۲۰۲۱ میلادی ۲۴۸٬۸۲۳ نفر جمعیت داشت.
براونشوایگ یک مرکز بازرگانی قدرتمند و تأثیرگذار در آلمان قرون وسطی بود که از قرن سیزدهم تا هفدهم در اتحادیهٔ هانزا عضویت داشت. این شهر پایتخت سه ایالت بود: شاهک‌نشین براونشوایگ-ولفن‌بوتل (۱۲۶۹–۱۴۳۲، ۱۷۵۴–۱۸۰۷، و ۱۸۱۳–۱۸۱۴)، دوک‌نشین براونشوایگ (۱۸۱۴–۱۹۱۸) و ایالت آزاد براونشوایگ (۱۹۱۸–۱۹۴۶).
امروزه براونشوایگ دومین شهر بزرگ در نیدرزاکسن و مرکز اصلی تحقیقات علمی و توسعه است.